# Аксіологія
Аксіолóгія (від грец. αξια — цінність) — наука про цінності, учення про природу духовних, моральних, естетичних та інших цінностей, їх зв'язок між собою, із соціальними, культурними чинниками та особистістю людини; розділ філософії.
Зокрема, наука про цінності освіти, у яких представлена система значень, принципів, норм, канонів, ідеалів, які регулюють взаємодію в освітній сфері і формують компонент відносин у структурі особистості.
Аксіологія виховання — орієнтація на цінності, що сприяють задоволенню потреб людини та відповідають особистим запитам і нормам у певній історичній та життєвій ситуації.

## Неокантіанська аксіологія
Німецький філософ-неокантіанець, засновник «баденської школи», Вільгельм Віндельбанд (1848–1915) сформулював так звану «філософію цінностей». Спираючись на кантівське розрізнення quaestio facti («що є?») та quaestio juris («що повинно бути?»), Віндельбанд чітко відрізняв фактичні (описові) судження від оціночних (нормативних) суджень. Приклади, якими він ілюстрував поділ: «ця квітка червона» — факт; «ця квітка красива» — оцінка.
На думку Віндельбанда, завдання філософії — обґрунтовувати оціночні судження та вибудувати систематику «ідеальних» цінностей істини, добра й краси. Таке трактування стало підґрунтям методологічної дихотомії між номотетичними (природничі науки) та ідіографічними (історичні дисципліни) підходами, уперше сформульованої у його ректорській промові «Geschichte und Naturwissenschaft» (1894).
Через учня Віндельбанда Генріха Ріккерта і, згодом, Макса Вебера розрізнення факт/цінність увійшло в методологію соціальних наук (принцип «ціннісної нейтральності»).

## Розділ філософії
Виділення та конституювання предметної проблематики А. як самостійної галузі філософської рефлексії було пов'язано:
- З переглядом обґрунтування етики (в якій буття ототожнювалося з благом) Кантом, який протиставив сферу моральності, тобто свободи, сфері природи, тобто необхідності, що вимагало чіткого розмежування належного і сущого.
- З розщепленням поняття буття в післягегелівській філософії, яке поділяється на «актуалізоване реальне» і «бажане і належне», рефлексією над тими теоретико-методичними і практично-діяльнісними наслідками, які виникали з тези про тотожність буття і мислення.
- З усвідомленням необхідності обмеження інтелектуалістських домагань філософії і науки, того, що пізнання не є областю їх монополії та домінування, а також того, що воно також пов'язане складними відносинами з спрямованістю людської волі (для якої критеріальне розрізнення істини і неістини є далеко не єдиним і не завжди визначальним серед інших критеріїв: добро — зло, прекрасне — потворне, корисне — шкідливе тощо).
- З виявленням неусунення з пізнання оціночного моменту, різних модальностей і (пізніше) типів організації розумової діяльності (логіка, антропологія, лінгвістика, семантика тощо, з якими виявиться пов'язаний новий поворот у розвитку А.).
- З постановкою під сумнів самих основоположних цінностей християнської цивілізації в концепціях Шопенгауера, К'єркегора, Дільтея та ін, але перш за все з «відкритим викликом» їм, кинутим Ніцше.
- З усвідомленням, з іншого боку, неможливості редукції поняття цінності до «блага» (традиція, що йде від Платона) або її розуміння як «вартості», економічної цінності (традиція утвердилась в класичній політекономії, істотно переосмислена Марксом в «Капіталі» і покладена потім в основу марксистської аксіології)[5].

## Кінець 20 століття
А. виходить на новий етап свого розвитку (ціннісний релятивізм постмодернізму, компаративістська філософія, герменевтичні теорії, філософія та соціологія знання, філософія і соціологія освіти тощо), пов'язаний з трактуванням філософії як культури самосвідомості, як рефлексії над її граничними (смисловими і ціннісними) підставами, як засоби конструювання та освоєння нових «можливих людських світів» (у цьому відношенні співвідноситься з мистецтвом, релігією і наукою), задає не тільки теоретичне, а й практично-духовне ставлення до світу і людини (у цьому плані співвідноситься з етикою, правом і наукою), в тому числі на основі «ціннісного заподіяння» (механізми визначення мети й повинності). А. повертає філософське і соціогуманітарне пізнання до аналізу феноменів особистості та індивідуальності, «людського в людині», сенсів і виправданню людського буття, його ідеалам і імперативам. В даний час А. як теорія доповнюється феноменологією цінностей.

### Аксіологія Філософії Об'єднання
Філософія Об’єднання, розгорнута Лі Сан Хоном на основі вчення Мун Сон Мьона, розглядає аксіологію як «комплексну теорію», що об’єднує абсолютні та об’єктивні цінності істини, краси й добра. Кожна з них відповідає одній із трьох головних функцій людської особистості — інтелектуальній, емоційній та вольовій — і має забезпечити формування «суспільства істини, мистецтва та етики». Аксіологія тут покликана подолати відносність сучасних систем цінностей, синтезувавши релігійні та філософські традиції Сходу й Заходу і скеровуючи розвиток науки, культури та освіти до ідеалу «культури істинної любові».
Теоретичною опорою цього підходу є дихотомія сонсан — хьонсан (духовне ↔ фізичне) та пов’язані з нею дуальна метa (загальна й індивідуальна) і дуальне бажання (бажання реалізувати цінність і бажання виявити цінність). Звідси випливає двоїстий характер цінності: цінність реалізації та цінність пошуку. Крім того, Філософія Об’єднання відрізняє цінність потенційну (властивість об’єкта) та фактичну (результат взаємодії суб’єкта й об’єкта), підкреслюючи, що будь-яка цінність актуалізується через «дію віддавання та приймання» у любов-центричних стосунках. Усі конкретні ціннісні критерії, за цією доктриною, остаточно есенціалізуються в категорії істинної любові, покликаній гармонізувати індивідуальне й загальне благо.
1. ↑  Windelband W. *Was ist Philosophie?* Straßburg, 1882.
2. ↑  Stanford Encyclopedia of Philosophy. «Wilhelm Windelband», секц. 3 (2024).
3. ↑  Windelband W. *Geschichte und Naturwissenschaft* // *Präludien*. 8 Aufl. Tübingen, 1915.
4. ↑  Beiser F. *The Genesis of Neo-Kantianism, 1796 – 1880*. Oxford UP, 2014.
5. ↑  Новейший философский словарь / сост. А. А. Грицанов. — Мн.: Изд. В. М. Скакун, 1998. — 896 с. — ISBN 985-6235-17-0. [Архівовано 12 березня 2016 у Wayback Machine.](рос.)
6. ↑  Глава 4. Аксіологія: теорія цінності. Філософія Об’єднання (укр.). Процитовано 29 червня 2025.
7. ↑  Розділ 2. Принципове обґрунтування аксіології. Філософія Об’єднання (укр.). Процитовано 29 червня 2025.